# Lago Williston
El lago Williston es un embalse ubicado en el norte de la Columbia Británica Interior, Canadá. El lago llena la cuenca del río de la Paz superior, volviendo hasta Rocky Mountain Trench que es donde el Parsnip y el Finlay se encuentran en Finlay Forks para formar el río de la Paz. El lago incluye tres ensanchamientos llamados reaches: el Peace Reach (anteriormente el Peace Canyon), y los Reaches del Parsnip y del Finlay, que son las cuencas más bajas de aquellos ríos, y se extiende por una superficie total de 1.761 kilómetros cuadrados, siendo así el lago más grande de la Columbia Británica.
Alimentan el embalse los ríos Finlay, Omineca, Ingenika, Ospika, Parsnip, Manson, Nation y Nabesche y por arroyos menores como el Clearwater Creek y el Carbon Creek.
El lago Williston se creó en el año 1968 mediante la construcción de la presa W. A. C. Bennett en el río de la Paz, que inundó el territorio aborigen de la banda Tsay Keh Dene. El embalse fue bautizado con el nombre del Honorable Ray Gillis Williston, en aquella época el ministro de Tierras, Bosques y Recursos Hídricos. 
Varios parques provinciales se conservan en las orillas del lago, incluyendo el parque provincial Muscovite Lakes, parque provincial Butler Ridge, parque provincial Heather-Dina Lakes y parque provincial Ed Bird-Estella.